# Beringstedt
Beringstedt er en kommune og en by i det nordlige Tyskland, beliggende i Amt Mittelholstein i den sydlige del af Kreis Rendsborg-Egernførde. Kreis Rendsborg-Egernførde ligger i den centrale del af delstaten Slesvig-Holsten.

## Geografi
Beringstedt ligger omkring 30 km vest for Neumünster og omkring 30 km øst for Heide i et skovrigt område. Byen har station på jernbanen Neumünster–Heide (de).